# Julieta Estable
Julieta Lara Estable (n. 15 de julio de 1997) es una tenista argentina.
Estable comenzó a jugar al tenis a los seis años y hasta ahora, ha jugado principalmente torneos en el Tour Mundial de Tenis Femenino de la ITF, donde ha ganado cinco títulos en individuales y tres en dobles.

## Trayectoria

### Juniors
- Número 1 en el Ranking Nacional sub-12, sub-14 y sub-16
- Campeona del Sudamericano en sub-14
- Campeona de varios torneos nacionales G1, G2 y G3 en sub-14 y sub-16
- Puesto 15 del Ranking ITF Juniors, 2015
- Participación en Roland Garros y Wimbledon, 2015
- Medalla de Plata en el "I Juegos Olímpicos Suramericanos de la juventud" en Lima (Perú), 2013[4]
- Premio revelación Diario Clarín, 2013[5]

### Profesional
- Mejor ranking 424 del mundo según WTA[6]
- 5 títulos WTA en singles
- 3 títulos WTA en dobles
- Campeona de la zona americana de FED CUP en Santa Cruz (Bolivia), 2016[7]

## Finales del Circuito ITF

### Individuales: 13 (5 títulos, 8 subcampeonatos)
| Premios                |
| ---------------------- |
| torneos de USD 100,000 |
| torneos de USD 80,000  |
| torneos de USD 60,000  |
| torneos de USD 25,000  |
| torneos de USD 15,000  |
| torneos de USD 10,000  |

| Finales por superficie |
| ---------------------- |
| Arcilla (3–7) = 10     |
| Dura (2–1) = 3         |
| Césped (0–0)           |
| Carpeta (0–0)          |

| Resultado | N.º | Fecha                    | Torneo                              | Nivel  | Superficie | Adversario            | Puntaje          |
| --------- | --- | ------------------------ | ----------------------------------- | ------ | ---------- | --------------------- | ---------------- |
| Pérdida   | 0-1 | 27 de octubre de 2013    | ITF Marcos Juárez, Argentina        | 10,000 | Arcilla    | Carolina Zeballos     | 6–4, 6(3)–7, 5-7 |
| Victoria  | 1-1 | 15 de junio de 2014      | ITF Villa del Dique, Argentina      | 10,000 | Arcilla    | Daniela Farfán        | 6–3, 3–6 y 6-4   |
| Pérdida   | 1-2 | 3 de agosto de 2014      | ITF Santa Cruz, Bolivia             | 10,000 | Arcilla    | Andrea Koch Benvenuto | 2–6, 5-7         |
| Pérdida   | 1-3 | 10 de mayo de 2015       | ITF Villa Maria, Argentina          | 10,000 | Arcilla    | Fernanda Brito        | 3–6, 6-4, 6(2)–7 |
| Pérdida   | 1-4 | 18 de julio de 2015      | ITF Bursa 2, Turquía                | 10,000 | Arcilla    | Isabella Shinikova    | 3–6, 4-6         |
| Victoria  | 2-4 | 30 de agosto de 2015     | ITF Koper, Eslovenia                | 10,000 | Dura       | Dejana Radanović      | 3-6, 6-4, 6-2    |
| Pérdida   | 2-5 | 15 de noviembre de 2015  | ITF Caracas, Venezuela              | 10,000 | Dura       | Catalina Pella        | 2–6, 3-6         |
| Pérdida   | 2-6 | 24 de abril de 2016      | ITF Bauru, Brasil                   | 10,000 | Arcilla    | Paula Ormaechea       | 6–1, 3-6, 5-7    |
| Victoria  | 3-6 | 31 de julio de 2016      | ITF Târgu Jiu, Rumania              | 10,000 | Arcilla    | Alexandra Perper      | 4-6, 6-0 y 6-4   |
| Pérdida   | 3-7 | 9 de abril de 2017       | ITF W15 São José dos Campos, Brasil | 15,000 | Arcilla    | Nathaly Kurata        | 6(3)-7, 0-6      |
| Victoria  | 4-7 | 19 de mayo de 2019       | ITF W15 Tabarka 11, Túnez           | 15,000 | Arcilla    | Bárbara Gatica        | 6-2, 3-6 y 7-6   |
| Victoria  | 5-7 | 23 de junio de 2019      | ITF W15 Tabarka 16, Túnez           | 15,000 | Dura       | Eugenia Ganga         | 4-6, 6-4 y 6-4   |
| Pérdida   | 5-8 | 22 de septiembre de 2019 | ITF W15 Buenos Aires 2, Argentina   | 15,000 | Arcilla    | María Lourdes Carlé   | 4-6, 6(5)-7      |

### Dobles: 18 (3 títulos, 15 subcampeonatos)
| Premios                |
| ---------------------- |
| torneos de USD 100,000 |
| torneos de USD 80,000  |
| torneos de USD 60,000  |
| torneos de USD 25,000  |
| torneos de USD 15,000  |
| torneos de USD 10,000  |

| Finales por superficie |
| ---------------------- |
| Arcilla (3–13) = 16    |
| Dura (0–2) = 2         |
| Césped (0–0)           |
| Carpeta (0–0)          |

| Resultado | N.º  | Fecha                    | Torneo                                | Nivel  | Superficie | Compañero                  | Oponentes                              | Puntaje           |
| --------- | ---- | ------------------------ | ------------------------------------- | ------ | ---------- | -------------------------- | -------------------------------------- | ----------------- |
| Victoria  | 1-0  | 17 de agosto de 2014     | ITF El Trébol, Argentina              | 10,000 | Arcilla    | Melina Ferrero             | Ana Gobbi Monllau Constanza Vega       | 7-5, 6-4          |
| Pérdida   | 1-1  | 26 de julio de 2015      | ITF Targu Jiu, Rumania                | 10,000 | Arcilla    | Daniela Farfan             | Raluca Ciufrila Ioana L. Rosca         | 6-4, 6(4)–7, 6-10 |
| Victoria  | 2-1  | 29 de agosto de 2015     | ITF Koper, Eslovenia                  | 10,000 | Arcilla    | Barbara Kotelesova         | Jana Jablonovska Manca Pislak          | 3-6, 7-5, 10-7    |
| Pérdida   | 2-2  | 27 de septiembre de 2015 | ITF Varna, Bulgaria                   | 10,000 | Arcilla    | Ana Gobbi Monllau          | Irina Bara Isabella Shinikova          | 5-7, 6–4, 4-10    |
| Pérdida   | 2-3  | 22 de noviembre de 2015  | ITF Caracas 2, Venezuela              | 10,000 | Dura       | Ana Gobbi Monllau          | Catalina Pella Laura Pigossi           | 1-1 y retir.      |
| Pérdida   | 2-4  | 13 de marzo de 2016      | ITF Weston, Estados Unidos            | 10,000 | Arcilla    | Jasmine Paolini            | Katerina Stewart Tess Sugnaux          | 6(2)-7, 3-6       |
| Pérdida   | 2-5  | 10 de abril de 2016      | ITF São José do Rio Preto 2, Brasil   | 10,000 | Arcilla    | Carolina Alves             | Fernanda Brito Constanza Vega          | 6-2, 4-6, 6-10    |
| Pérdida   | 2-6  | 24 de abril de 2016      | ITF Bauru, Brasil                     | 10,000 | Arcilla    | Carolina Alves             | Nathaly Kurata Eduarda Piai            | 6(4)-7, 5-7       |
| Pérdida   | 2-7  | 26 de junio de 2016      | ITF Perigueux, Francia                | 25,000 | Arcilla    | Guadalupe Pérez Rojas      | Conny Perrin Chantal Skamlova          | 3-6, 6-3, 7-10    |
| Pérdida   | 2-8  | 7 de agosto de 2016      | ITF Targu Jiu, Rumania                | 10,000 | Arcilla    | Daniela Farfan             | Jaqueline Cristian Despina Papamichail | 7-6(5), 0-6, 5-10 |
| Pérdida   | 2-9  | 3 de abril de 2017       | ITF São José dos Campos, Brasil       | 15,000 | Arcilla    | Victoria Bosio             | Gabriela Cé Thaisa Grana Pedretti      | 7-5, 6(6)-7, 3-10 |
| Pérdida   | 2-10 | 17 de septiembre de 2017 | ITF Buenos Aires, Argentina           | 15,000 | Arcilla    | Melina Ferrero             | Emily Appleton María Lourdes Carlé     | 3-6, 1-6          |
| Pérdida   | 2-11 | 21 de abril de 2018      | ITF Villa Dolores, Argentina          | 15,000 | Arcilla    | Victoria Bosio             | Bárbara Gatica Rebeca Pereira          | 2-6, 4-6          |
| Pérdida   | 2-12 | 22 de septiembre de 2018 | ITF Buenos Aires, Argentina           | 15,000 | Arcilla    | Catalina Pella             | Fernanda Brito Camila Giangreco Campiz | 5-7, 6(2)-7       |
| Pérdida   | 2-13 | 23 de junio de 2019      | ITF Tabarka 16, Túnez                 | 15,000 | Dura       | María Paulina Pérez García | Carla Touly Anna Turati                | 7-6(5), 5-7, 8-10 |
| Pérdida   | 2-14 | 22 de septiembre de 2019 | ITF Buenos Aires 2, Argentina         | 15,000 | Arcilla    | María Lourdes Carlé        | Candela Bugnon Guillermina Naya        | 6-2, 1-6, 8-10    |
| Pérdida   | 2-15 | 22 de agosto de 2021     | ITF San Bartolomé de Tirajana, España | 60,000 | Arcilla    | María Lourdes Carlé        | Arianne Hartono Olivia Tjandramulia    | 4-6, 6-2, 7-10    |
| Victoria  | 3-15 | 13 de febrero de 2022    | ITF W25 Tucumán 2, Argentina          | 25,000 | Arcilla    | María Lourdes Carlé        | Noelia Zeballos Nicole Fossa Huergo    | 3-6, 6-0, [10-7]  |

## Estadísticas
- Estadísticas en TennisExplorer.com
- Estadísticas en Circuitotenis.com
- Estadísticas en Ibptenis.es

## Redes Sociales
- Instagram

- Datos: Q108124676